# ペルフルオロブタンスルホン酸
ペルフルオロブタンスルホン酸 (Perfluorobutanesulfonic acid、PFBS) は、完全にフッ素化された炭素数4の直鎖アルキル基をもつスルホン酸で、共役塩基のアニオンがフッ素系界面活性剤として利用される。 
3M社が販売している衣類・繊維製品用防水・防汚剤「スコッチガード」にはペルフルオロオクタンスルホン酸 (PFOS) が使用されていたが、環境中に長期間残留して内分泌攪乱や毒性を示すことが判明したことから、2003年6月から PFBS で代替されている。同社が販売するフッ素系界面活性剤の2製品に PFBS が含まれている。 
生体内における PFBS の半減期は1か月強で、PFOS の5.4年に比べるとはるかに短いが、環境中での安定性は非常に高く、永続的に残留する。ヒトに対する安全性を判断するに足る研究は、まだほとんど行われていない。 